# ブランドン (フロリダ州)
ブランドン（英: Brandon）は、アメリカ合衆国フロリダ州南部ヒルズボロ郡の国勢調査指定地域（CDP)である。2010年国勢調査による人口は103,483人であり、人口が急成長している。

## 歴史

### 設立
1857年1月20日、ジョン・ブランドン（1809年-1886年）がミシシッピ州からその最初の妻マーサ（1813年-1867年）と6人の息子を伴ってブルック砦（現在のタンパ市）に着いた時がブランドンの町の始まりだった。最初は家族と共に現在のセフナー地域に移転した。続いて1858年8月にニューホープ地域（現在のブランドン）で40エーカー (0.16 km2) の土地を購入し、さらに160エーカー (0.64 km2) を買い増ししてその土地をブランドンと名付けた。ジョンと2番目の妻ビクトリアの家は、後にナイツ通りとビクトリア通りの交差点角へとなる場所にあった。その4年後、ニューホープ教会がブランドンの寄進した土地に建設された。この町における最初の教会としてある他に最初の学校としても機能した。
1890年、フロリダ・セントラル・ペニンシュラ鉄道がこの地域を通り、ニューホープの人々にムーン・アベニューに駅の建設を促すことになった。フロリダ・セントラル・ペニンシュラ鉄道の技師チャールズ・S・ノーブル現在のフロリダ州道60号線の北、ミード湖の南、キングス・アベニューの東、パーソンズ・アベニューの西の土地約40エーカー (0.16 km2) を区画割するよう求められた。この土地は1890年4月24日に騰貴され、ノーブルはジョン・ブランドンに因んで町の名をブランドンと名付け、通りの1つを自身に添えてノーブル通りと名付けた。
ブランドンでも有名なランドマークであるストワーズ斎場はジョン・ブランドンの息子ジェイムズが建てたものだった。

### 20世紀前半
この時以来、最初の雑貨屋がムーン・アベニューとビクトリア通りの角にダン・ギルバンによって開店したことを始まりとしてブランドンの町は急速に成長した。1905年、パーソンズ・アベニューに学校が建設され、ビクトリア・ブランドンが新しい教師達の賄いを認めたので、その新しい学校は教師が居ることになった。
当時ビクトリアの息子ロビックが東隣のバルリーコに移転して雑貨屋を開店したので、その町が発展を始めた。ロビックともう一人の息子マークが1915年にバルリーコ・バプテスト教会を造り、それが後にブランドンに移転して、1930年には第一バプテスト教会となった。
1916年までに町は地域の生徒全てを受け容れるために大きな中央の学校を必要としていたので、ナイツ・アベニューにブランドン・グレードスクール（現在のマクレーン中学校）が建設され1年生から12年生までを教えた。
1922年にブランドンでは初めての国勢調査が行われ、その時の人口は100人だった。1925年、ホープウェル道路が幅9フィート (2.7 m) の舗装道路となり、1927年にはクラレンス・ハンプトンのような住人がその通り沿いに事業を始めるようになった。クラレンスは最初のガソリンスタンドを開いた。
1920年代、ブランドンの東側境界はパインウッド・アベニューだった。その向こうにはキングスウェイ養鶏場があり、冬の間に育てられた鶏がイーボルシティ（現在はタンパ市内の地区）で売られた。世界恐慌の時代に養鶏場は閉鎖され、ブランドンの人口は約250人で落ち着いていた。
地元住人の多くはバルリーコにあったミカンの箱詰め所2か所で働いていた。町の中心はムーン・アベニューとビクトリア通りの角のままであり、そこには鉄道駅、郵便局、学校および雑貨屋が全て圧あっていた。娯楽やその他全てのことのためには鉄道でタンパに行くことであり、幾つかの舗装道路は埃あるいは貝殻が上に積もり、タンパまで車で行くのは大変難しかった。
第二次世界大戦はブランドンにとって興味ある時代であり、ほとんど成長は無かったが、絶対的な利点としてその農場で栽培した食料があった。戦後は新しい事業が再度広がり始めた。パーソンズ・アベニューとホープウェル道路の角にできたドラッグストアとジューススタンドが10代の者の人気ある溜り場になった。1950年、有名な雑貨店のスコージンがホープウェル道路にオープンし、1953年には最初の医者V・R・ハンター博士が開業した。
1950年代はブランドンにとって真の成長時代の始まりだった。1954年にイェーツ小学校が開校し、1957年にはマン中学校が開校した。ナイツ・アベニューにあったブランドン・グレードスクールは初代ブランドン高校になった。当時の年間卒業生は100人に満たなかった。1956年、ホープウェル道路はアダモ・ドライブと接続されたタンパへの通行が容易になり、ブランドンをタンパ市のベッドタウンに変えた。通勤者が増えると小区画ができた。その最初のものはキングスウェイ・アベニューのヒルデールハイツだった。1958年にブランドン・ニューズが設立された。これは1ページのニュース記事とスコージンの衣料店の広告が掲載され、アル・スコージンとクリス・スコージンが執筆していた。1958年にブランドンでは初の名誉市長の選挙が行われ、ナット・ストームズが当選した。

### 急成長の時代
1959年、ブランドン商工会議所が設立され、事業と町の成長を促進した。1960年代初期までに、ブランドンの人口は8,000人となり、毎日1つの新しい家族が町に移転してくる計算になった。ブランドンは隣接するリモナ、セフナー、およびバルリーコの町に拡大を始めた。ホープウェル道路は4車線道路となり、フロリダ州道60号線に指定された。その後間もなく町では最初のショッピングセンターであるブランドン・センターが建設され、1965年にはブルーカー小学校とブランドン水泳テニスクラブがオープンした。その後の数年間でキングスウッド小学校、ブランドン公共図書館および多くの住宅開発、ショッピングセンターおよびゴルフコースができて新しい住人と事業の流入を加速させあるいはその影響を反映していた。
1970年代までに町の成長で交通渋滞が始まり、商業とサービスの事業数は約430、ショッピングセンターは3か所、人口は4万人となり、それらが全て半径6マイル (10 km) の中に集まっていた。
1970年代半ば、ヒルズボロー・コミュニティ・カレッジが公立学校で授業を行う形でブランドンに移転してきた。さらに人口を増加させたのはブランドン・コミュニティ病院とブランドン文化センター（現在のセンタープレイス・ファインアーツ・アンド・シビック・アソシエーション）が建設されたことだった。
ブランドンは1980年代に急速に成長した。町の南側が開発され、新しい住人が数千人規模で増えた。1986年9月27日、州間高速道路75号線がブランドン地域を通り、町を劇的に変化させ、1988年には人口が約10万人を突破し、事業数は2,500以上となった。

## 地理
ブランドンは北緯27度56分0秒 西経82度17分0秒 / 北緯27.93333度 西経82.28333度に位置する。タンパ市とプラントシティのほぼ中間にあり、州間高速道路4号線と同75号線で容易にアクセスできる。国勢調査の境界は西の州間高速道路75号線、東のバルリーコ、南のリバービュー、北のセフナーとなっている。
アメリカ合衆国国勢調査局による報告では、市域全面積は29.3平方マイル (75.9 km2) で、このうち陸地が28.7平方マイル (74.4 km2) であり、水域は0.6平方マイル (1.5 km2)、水域率は1.95%である。
ブランドンに含まれる地区としてはバーリントンオークス東、ブランドンヒルズ、ケンジントンエステーツ、ラビバ、およびリモナがある。

## 気候
ブランドンはタンパ湾地域と同様に暖かい気候である。タンパやピネラス郡とは異なり、例年氷点下にまで夜の気温が下がることが数日ある。夏は長くて暑く、平均気温は 85°F(29℃) である。冬は寒く乾燥し、平均気温は 62°F(17℃) である。タンパ湾の他地域と同様、豊富な降水があり、年間44インチ (1,100 mm) の雨が降る。ブランドンの冬は 30°F(−1℃) 台まで気温が下がる日が4日以上あるが、タンパでは同じ時期の最低気温が 40°F(4℃) 台と 50°F(10℃) 台である。冬に 20°F(−7℃) 台まで下がることが少なくとも年に2日あるが、日中の最高気温は 50°F(10℃) 台と 60°F(16℃) 台に留まっている。降雪は稀だが、10年間に1回は起きる。

## 人口動態
以下は特記ない限り2010年の国勢調査データである。
| - 住居数: 43,352軒（このうち8.1％は空室） 人種別人口構成 - 白人: 77.54% - アフリカン・アメリカン: 14.31% - ネイティブ・アメリカン: 0.35% - アジア人: 1.71% - 太平洋諸島系: 0.05% - その他の人種: 2.38% - 混血: 2.66% - ヒスパニック・ラテン系: 8.63% 年齢別人口構成（2000年統計） - 18歳未満: 26.9% - 18-24歳: 8.5% - 25-44歳: 33.5% - 45-64歳: 22.4% - 65歳以上: 8.7% - 年齢の中央値: 34歳 - 性比（女性100人あたり男性の人口） - 総人口: 94.0 - 18歳以上: 90.9 | 世帯と家族（対世帯数） - 18歳未満の子供がいる:38.1% - 結婚・同居している夫婦: 58.7% - 未婚・離婚・死別女性が世帯主: 11.7% - 非家族世帯: 25.8% - 単身世帯: 19.6% - 65歳以上の老人1人暮らし: 4.5% - 平均構成人数 - 世帯: 2.68人 - 家族: 3.10人 収入と家計（2000年統計） - 収入の中央値 - 世帯: 51,639 米ドル - 家族: 56,931米ドル - 性別 - 男性: 37,454米ドル - 女性: 28,935米ドル - 人口1人あたり収入: 22,080米ドル - 貧困線以下 - 対人口: 7.6% - 対家族数: 6.9% - 18歳未満: 5.7% - 65歳以上: 5.3% |

### 使用言語
2000年時点で第1言語として英語を話す住人は85.24％、その他の言語は14.75％だった。スペイン語を話す住人は111.07％、ドイツ語は0.57％、タガログ語は0.44％だった。

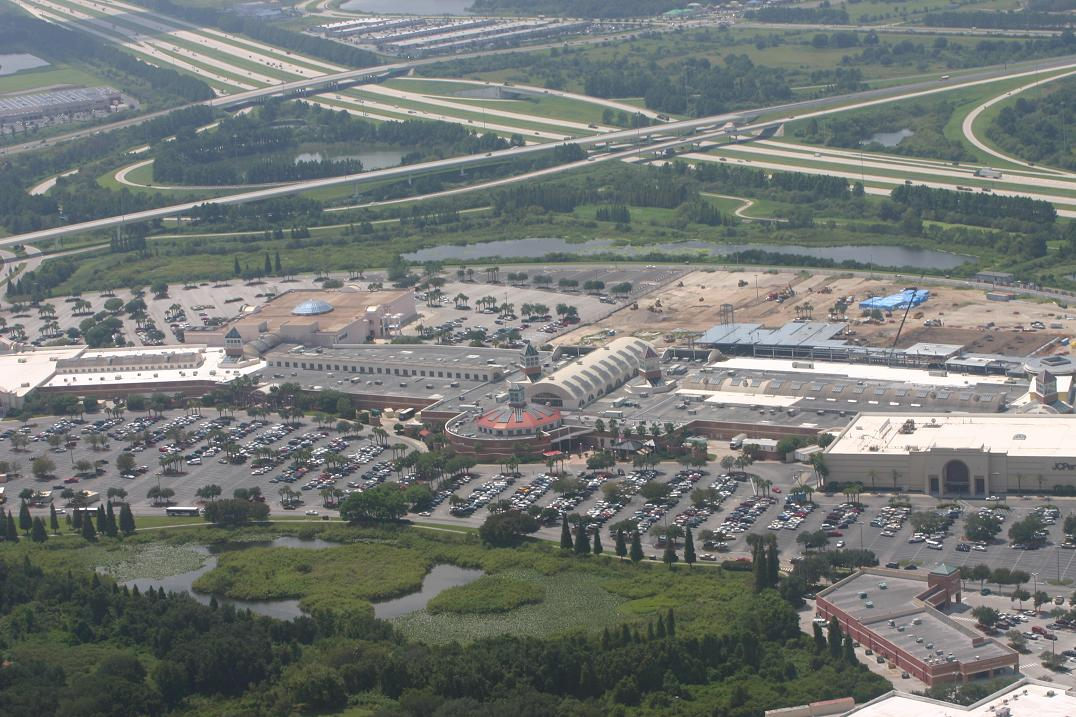
ウェストフィールド・ショッピングセンターモール（元のブランドン・タウンセンター）

## 施設
ブランドンはタンパ市の主要ベッドタウンとして知られ、過去4分の1世紀以上続いた多くの特徴ある施設がある。アメリカ合衆国南東部で流行っている家族向けバーとグリルのレストランチェーン、ビーフ・オブラディはブランドンが誕生の地である。

## 交通
ブランドンにはヒルズボロー地域交通が運行するバス路線の地方線4本と高速線3本が走っている。

### 地方線
系統8 - プログレスビレッジからウェストフィールド・ブランドン
系統31 - タンパ中心街からラスキン（プロビデンス道路経由）
系統37 - ネットパーク交通センターからウェストフィールド・ブランドン
系統46 - デイビスアイランズからウェストフィールド・ブランドン

### 高速線
系統22X - タンパ中心街からドーバー（ブランドン・ブールバード経由）
系統25X - マックディル空軍基地からサウスブランドン
系統27X - タンパ中心街からフィッシュホーク（キングス・アベニュー経由）

## 娯楽
ブランドンにはウェストフィールド・ショッピングタウン（元のブランドン・タウンセンター）がある。地元映画館はリージェンシー20である。将来のスーパースターのためのWWEの公式訓練施設、フロリダ・チャンピオン・レスリングが域内にある。ブランドン・ランニング協会と呼ばれるランニングクラブがある。ブランドン・バレー団もある。またミュージックショーケースを本拠地にするフロリダ芸能アカデミーもある。

## 教育
ブランドンの公共教育はヒルズボロー郡公立学校システムが運営している。
ブランドンには公立高校のブランドン高校があり、1914年に開校した時はヒルズボロー郡で2校目の高校だった。公立中学校は3校、公立小学校は8校ある。私立学校としてベルショールズ・バプテスト・アカデミーがある。

### ブランドン地域図書館
ブランドン地域図書館は2階建ての図書館であり、ブランドン、バルリーコおよびリチアの町で利用されている。2006年7月と8月に大幅な改修が施され、2006年9月9日に再開された。